# Frank MacGuiness
Frank MacGuiness(nascido em 1953) é um escritor irlandês. Assim como suas próprias peças, que incluem The Factory Girls, Observe the Sons of Ulster Marching Towards the Somme, Someone Who'll Watch Over Me and Dolly West's Kitchen, ele é reconhecido por um "forte histórico de adaptação de clássicos literários, tendo traduzido as peças de Racine, Sófocles, Ibsen, Garcia Lorca, e Strindberg a aclamação da crítica". Ele também publicou quatro coleções de poesia e dois romances. McGuinness é professor de Escrita Criativa na University College Dublin (UCD) desde 2007.